# Charles Liévin Joseph Hanssens
Charles Liévin Joseph Hanssens (Gent, 4 mei 1777 – Brussel, 6 mei 1852) was een Belgisch componist, violist , dirigent en theaterdirecteur.

## Levensloop
Hij was een zoon van Samuel Hanssens en Marie Antoinette Sergeant. Zij lieten hem als Carolus Livinus Josephus Hanssens dopen in de Gentse Sint-Niklaasparochie. Zijn broer Joseph Hanssens werd dirigent van de Opera van Gent.
Zijn muziekopleiding begon in zijn geboorteplaats Gent. Hij trok naar Parijs om er een jaar harmonieleer te studeren bij Henri Montan Berton. Hij keerde terug naar Gent om er lessen te nemen bij zijn broer Joseph-Jean Hanssens en bij Ambroise Femy. Zijn dirigentschap begon in 1802 in een Gents amateurtheater, het Théâtre de Rhétorique. Hij ging werken bij het gezelschap Mademoiselle Fleury, dat ook wel in Nederland uitvoeringen gaf. In 1804 was hij te vinden in Antwerpen, maar keerde weer snel terug naar het Théâtre de Rhétorique, waar hij tot 1825 actief bleef. Hij volgde in dat jaar Charles Borremans op als dirigent van het orkest van de Koninklijke Muntschouwburg, waarin zijn neef Charles Hanssens "jeune", de zoon van zijn broer Joseph, solocellist was. In 1826 behoorde hij tot de oprichters van de 'Société d'Apollon', een vereniging voor wederzijdse ondersteuning van musici.
Vanaf 1827 was hij daarnaast dirigent bij het hoforkest van koning Willem I van het Verenigd Koninkrijk der Nederlanden, die hem een jaar later aanstelde als directeur van de Koninklijke Muziekschool in Brussel.   Bij de Belgische Revolutie van 1830 werd hij als orangist beschouwd, omdat hij te positief bleef over zijn broodheer, de Nederlandse koning. Hij werd gearresteerd en moest zijn functie bij de Muntschouwburg opgeven. In 1835 mocht hij er terugkeren om in 1838 opnieuw ontslagen te worden. In 1840 trad hij voor de derde keer aan bij het Koninklijke Munttheater, nu als een van de drie directeuren (naast Louis Jansenne, Charles Guillemin en Louis Van Caneghem) en als investeerder. Die investering liep slecht af en hij stierf in armoede aan een beroerte.

## Werk
Hij componeerde de opera’s Alcibiade, La partie de trictrac ou la belle-mère, Les dots en Le solitaire de Formentera en een aantal religieuze werken zoals missen, motetten en een cantate. Ook het gelegenheidswerkje Le vingt quatre août voor de verjaardag van Willem I is door hem geschreven. Zijn Grande fantaisie no. 6 sur different motifs was in de jaren vijftig van de 19e eeuw populair in Den Haag en werd door dirigent François Dunkler jr. menigmaal op de lessenaar gezet.

## Eerbewijzen
Hij ontving de Leopoldsorde. De stad Brussel dankte hem door een straat naar hem te vernoemen. De Charles Hanssensstraat ligt tussen de Ernest Allardstraat en Miniemenstraat.
- Bibliothèque nationale de France: cb14800371f (data)
- Gemeinsame Normdatei: 1146786727
- International Standard Name Identifier: 0000 0000 3526 1738
- Library of Congress Control Number: n97872674
- MusicBrainz: 0874882a-8ee5-4f3d-95af-ae15c8499d2b
- Virtual International Authority File: 23902980
- WorldCat: E39PBJqK8v9GQPC3bwy9FHPJDq